# 營養午餐

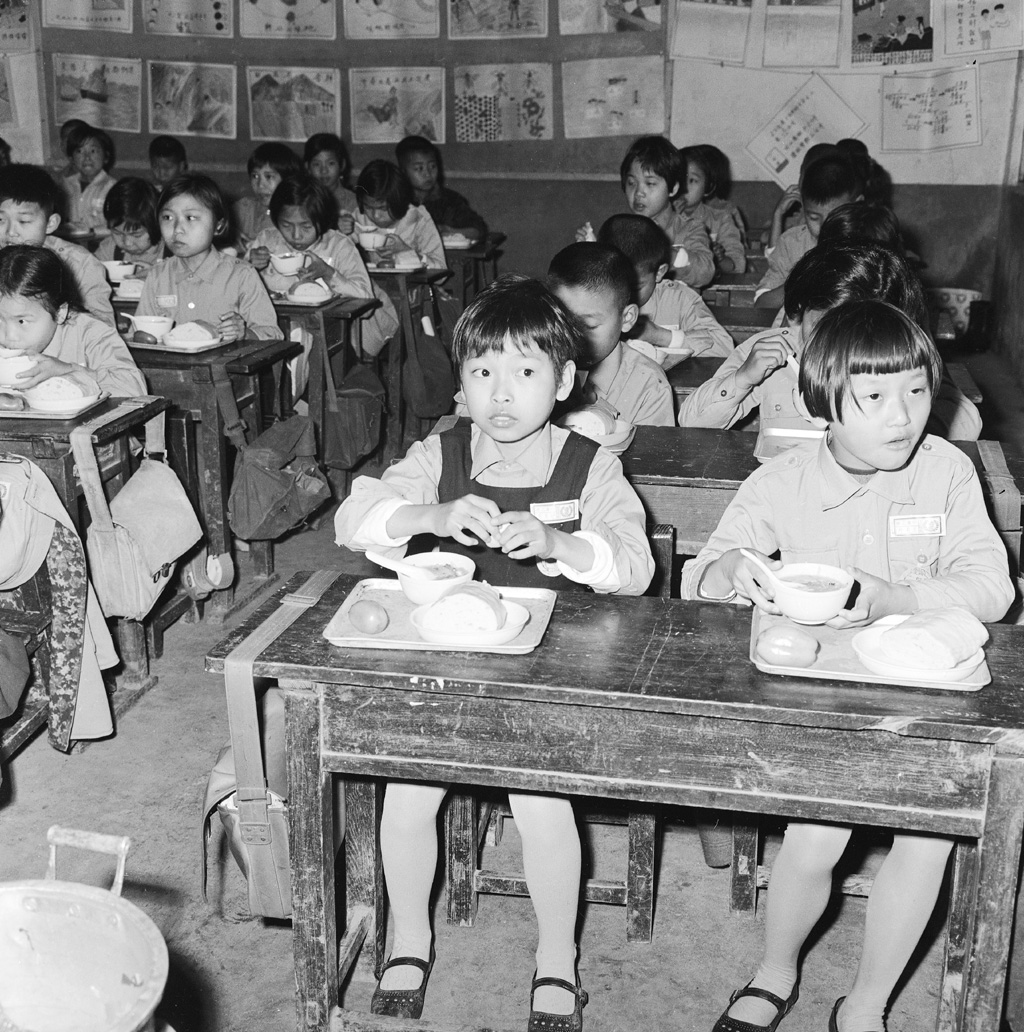
1970年，正在品嘗營養午餐的台灣小學生。

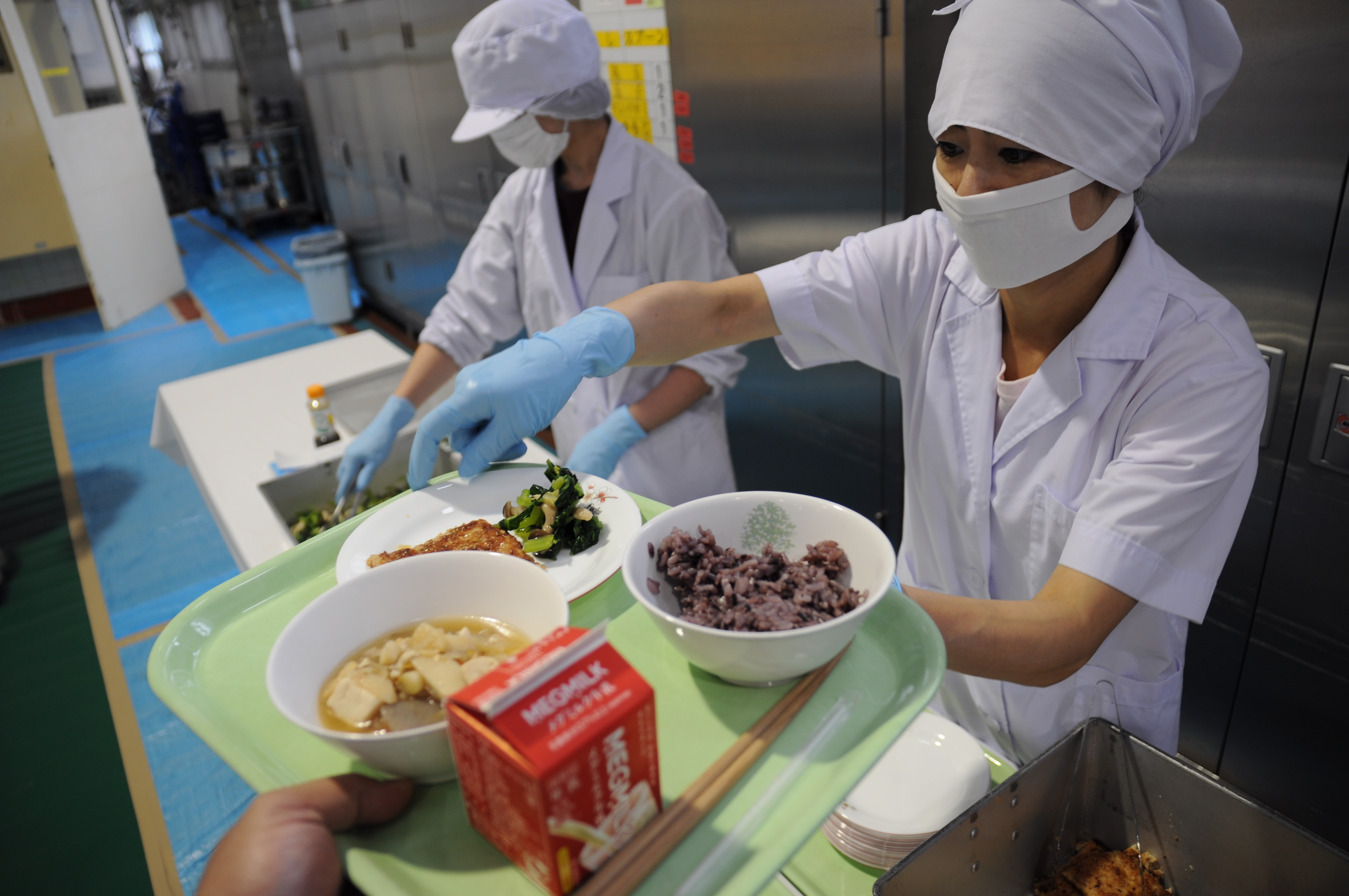
日本小學營養午餐

營養午餐，是指在學校供應的午餐，通常是小學到高中，因為這個階段都還在發育期，營養午餐十分重視學生的營養均衡，所以通常會有蔬菜、肉類、魚類等。有些營養午餐會附上水果或點心。對於偏鄉的學童而言，營養午餐可能是他們一天中的第一餐。